# Безграничные потребности
Безграничные потребности (англ. unlimited wants) — одна из фундаментальных экономических проблем, указывающая на то, что потребителям свойственно неутолимое желание иметь товары и услуги, которые удовлетворяют их потребности, направленные на получение удовольствия.

## Определение
Безграничные потребности определяется как неограниченное предельным значением желание потребителей иметь, использовать товары и услуги, доставляющие им удовольствие, удовлетворяющие их потребности. А согласно К. Р. Макконнеллу и С. Л. Брю безграничные потребности — это неутолимое желание потребителей иметь товары и услуги, от которых они получают удовольствие или они удовлетворяют ими свои потребности.

## Основа экономики
Основу экономической науки формируют два фундаментальных факта, которые охватывают всю проблему экономии:
- безграничные потребности;
- редкость ресурсов.